# Ryan Zinke

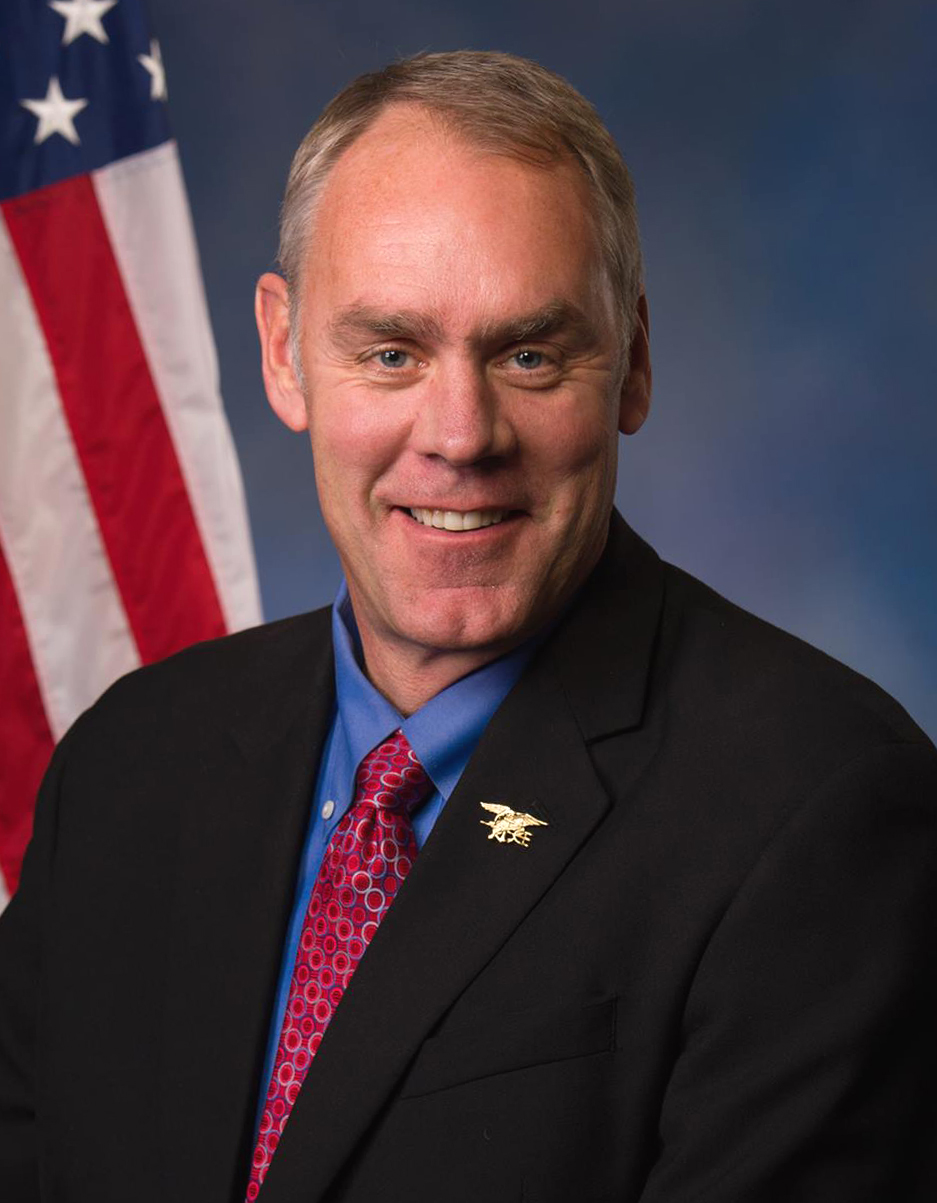
Ryan Zinke

Ryan Zinke (Bozeman, 1 november 1961) is een Amerikaans politicus en voormalig Afgevaardigde voor Montana. Zinke is lid van de Republikeinse Partij en karakteriseert zichzelf als Constitutional conservative. Hij was eerder lid van de senaat van Montana, waarbij hij het tweede district vertegenwoordigde tussen 2009 en 2011 en hij diende 22 jaar bij de Amerikaanse marine, waar hij afzwaaide als kapitein-luitenant ter zee. Zinke was minister van Binnenlandse Zaken in het kabinet van president Donald Trump.

## Jeugd en opleiding
Zinke werd geboren in Bozeman, Montana en groeide op in het noordelijke Whitefish in dezelfde staat. Hij was een van de acht kinderen van loodgieter Ray Dale Zinke en Jean Montana (Harlow) Petersen. Hij was een succesvol atleet tijdens zijn middelbareschooltijd in Whitefish, en accepteerde een sportbeurs om football te spelen voor de Universiteit van Oregon in Eugene. Als studentatleet behaalde hij een bachelorgraad in de geologie in 1984. Tijdens zijn militaire dienst behaalde hij in 1991 nog een Master of Business Administration bij de National University in San Diego en een Master of Science in Global Leadership bij de University of San Diego in 2003.

## Militaire loopbaan

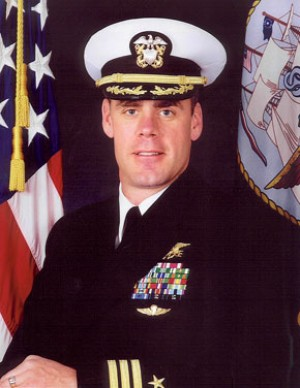
Zinke als marinier

Zinke diende als SEAL bij de marine tussen 1986 en 2008, waar hij afzwaaide met de rang van kapitein-luitenant ter zee (Commander). Hij was onderdeel van SEAL Team 1 tussen 1986 en 1988 werd vervolgens First Phase Officer bij Basic Underwater Demolition/SEAL Training. Van 1991 tot 1993 diende hij bij de US Naval Special Warfare Development Group (NSWDG, 1991-1993) en als Plans Officer for the Commander in Chief bij CINCUSNAVEUR (de Europese afdeling van de Amerikaanse marine). Vervolgens keerde hij in 1996 terug bij de NSWDG als teamleider en operationeel officier (1996-1999). In 1999 werd hij benoemd tot executive officer bij de Naval Special Warfare Unit Two, en in 2001 werd hij in dezelfde functie overgeplaatst naar het Naval Special Warfare Center.
In 2004 werd Zinke vice- en waarnemend commandant van de Combined Joint Special Operations Task Force op het Arabisch schiereiland. Hij leidde een troepenmacht van zo'n 3500 man in Irak. Hij ontving twee Bronze Stars voor zijn verdiensten in een oorlogsgebied, vier Meritorious Service Medals, twee Joint Service Commendation Medals, twee Defense Meritorious Service Medals en een Army Commendation Medal. Na zijn dienst in Irak werd Zinke verzocht om het Naval Special Warfare Advanced Training Command op te richten, waar hij decaan was van de Naval Special Warfare Graduate School tot zijn afzwaaien in 2008. Later dat jaar zou hij voor 80% arbeidsongeschikt worden verklaard.

## Politieke loopbaan

### Senaat van Montana
In 2008 werd Zinke verkozen in de senaat van Montana, waar hij twee jaar Whitefish vertegenwoordigde. Toen hij lid was van deze volksvertegenwoordiging, werd hij in eerste instantie gezien als een gematigd Republikein, maar zijn politieke voorkeuren schoven vervolgens naar de rechterflank. In 2010 ondertekende hij een brief waarin hij de opwarming van de aarde een versterker van instabiliteit in de meest kwetsbare regio's van de wereld noemde, en stelde dat de klimaatuitdaging de nieuwe ruimtevaartrace voor Amerika is. De brief sprak van catastrofale kosten en ongekende economische consequenties die het gevolg zouden zijn van een gebrek aan daadkracht, en riep de toenmalige president en voorzitter van het Huis van Afgevaardigden op om met daadkrachtige wetgeving te komen. Dit in contrast met zijn latere uitspraken waarbij hij aangaf geen bewijs te zien voor klimaatverandering.
Tijdens zijn termijn in de staatssenaat was Zinke voorzitter van de commissie voor onderwijs en culturele middelen, en lid van de commissies voor financiën en transport.
In 2012, intussen CEO van zijn eigen consultancy Continental Divide International, was Zinke de running mate van Neil Livingstone bij de Republikeinse voorverkiezingen voor gouverneur van de staat, waar ze met 8,8% van de stemmen als vijfde eindigden.

### Huis van Afgevaardigden

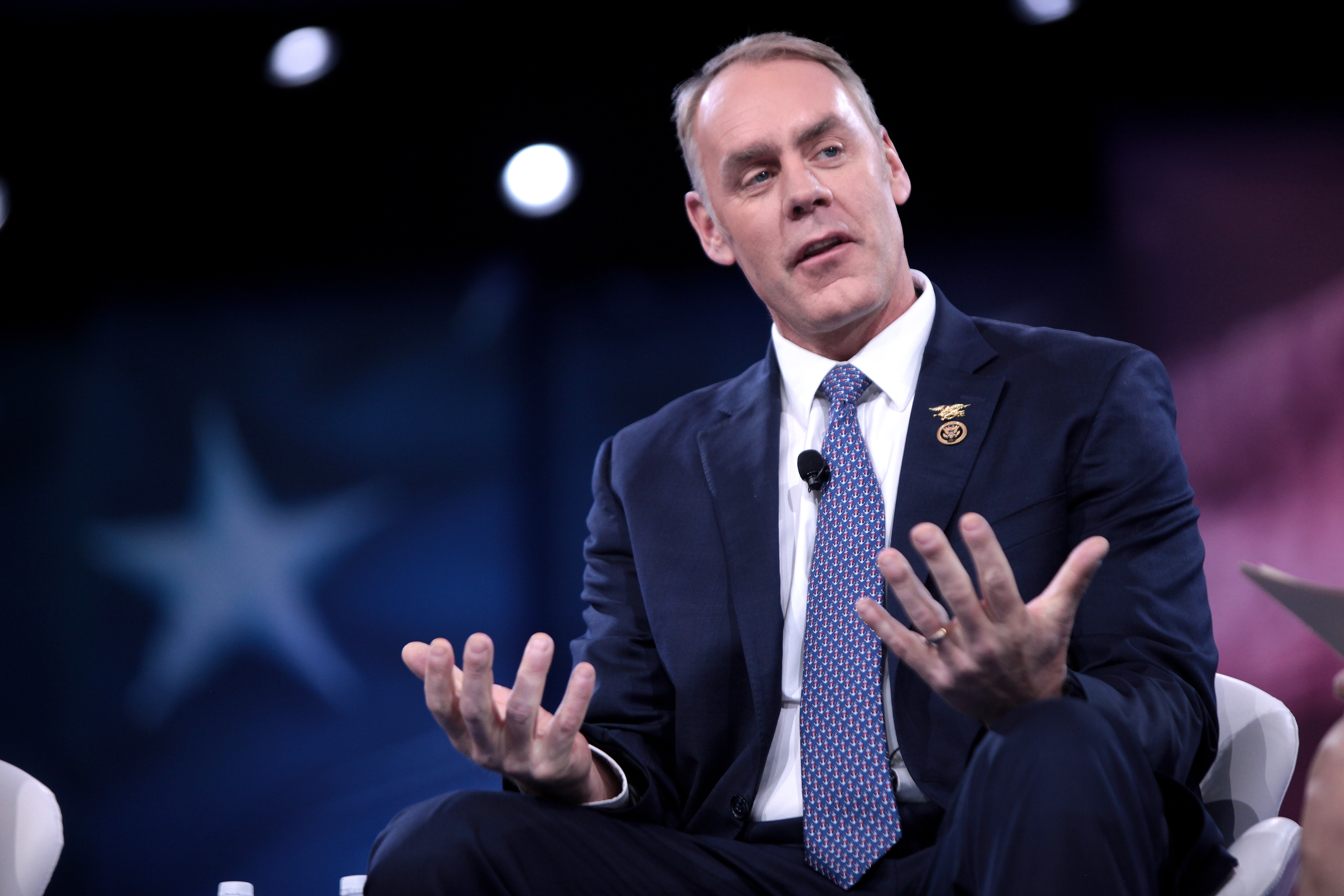
Zinke spreekt in 2016 op de Conservative Political Action Conference (CPAC) in Washington D.C.

In de lente van 2014 kondigde Zinke aan dat hij zich verkiesbaar zou stellen voor de enige zetel van Montana in het Amerikaanse Huis van Afgevaardigden, die vacant zou worden met het vertrek van de Republikein Steve Daines na zijn verkiezing in de senaat, waar hij de Democraat Max Baucus zou vervangen. Zinke won de voorverkiezingen met 33% van de stemmen, en de verkiezing met 56%. Tijdens de voorverkiezingen trok hij de aandacht met zijn stevige taal, waarbij hij uithaalde naar Hillary Clinton als de "Antichrist". Hij sprak zich uit tegen abortus en zijn kandidatuur werd gesteund door de Montana Right to Life Association.
In het parlement schaarde Zinke zich achter de rechterflank van zijn partij: hij steunde het idee om Amerikaanse grondtroepen te sturen om ISIS te bestrijden, het initiatief om de Patient Care and Affordable Care Act terug te trekken en om regelgeving te schrappen - waaronder de erfbelasting. Hij stond bekend als tegenstander van natuurbeschermingsinitiatieven. Hij was het echter met de meerderheid van zijn partijgenoten oneens dat federaal grondgebied overgedragen moest worden aan de staten, en stemde hier tegen en ontbrak bij het partijcongres uit protest tegen de opname van een variant hiervan in het partijprogramma. In 2016 was er geen tegenkandidaat voor Zinke binnen de Republikeinse Partij, en versloeg hij zijn Democratische tegenstander Denise Juneau met 56% van de stemmen.
In het Huis van Afgevaardigden was Zinke lid van de commissie voor de krijgsmacht (Committee on Armed Services) en de commissie voor natuurlijke grondstoffen (Committee on Natural Resources).

### Minister van Binnenlandse Zaken
Op 13 december 2016 kondigde Donald Trump aan dat hij Ryan Zinke voordroeg als minister van Binnenlandse Zaken (Secretary of the Interior) in zijn kabinet. Hij werd op 1 maart 2017 beëdigd door vicepresident Mike Pence.
In december 2018 werd bekend dat Zinke opstapte als minister. Er loopt een gerechtelijk vooronderzoek naar hem vanwege belangenverstrengeling bij een vastgoedtransactie. Verder was Zinke in opspraak gekomen door het declareren van hoge reiskosten voor vluchten met privéjets.

## Persoonlijk leven
Zinke is getrouwd met Lolita Hand, en ze hebben samen drie kinderen.